# Національна дорога 6 (Польща)
Національна дорога 6 (пол. Droga krajowa nr 6, DK6) — національна дорога класів A, S та GP у північній частині країни, що веде від кордону з Німеччиною в Колбасково (колишній прикордонний пункт Колбасково-Помеллен) до Русоціна поблизу Пруща Гданського, довжиною приблизно 350 км. Дорога 6 проходить через Західнопоморське та Поморське воєводства. Має сполучення, необхідне для пасажирських і вантажних перевезень між двома найважливішими міськими центрами на півночі Польщі, тобто Щецин разом з агломерацією та Тройним містом.

## Автомагістраль А6

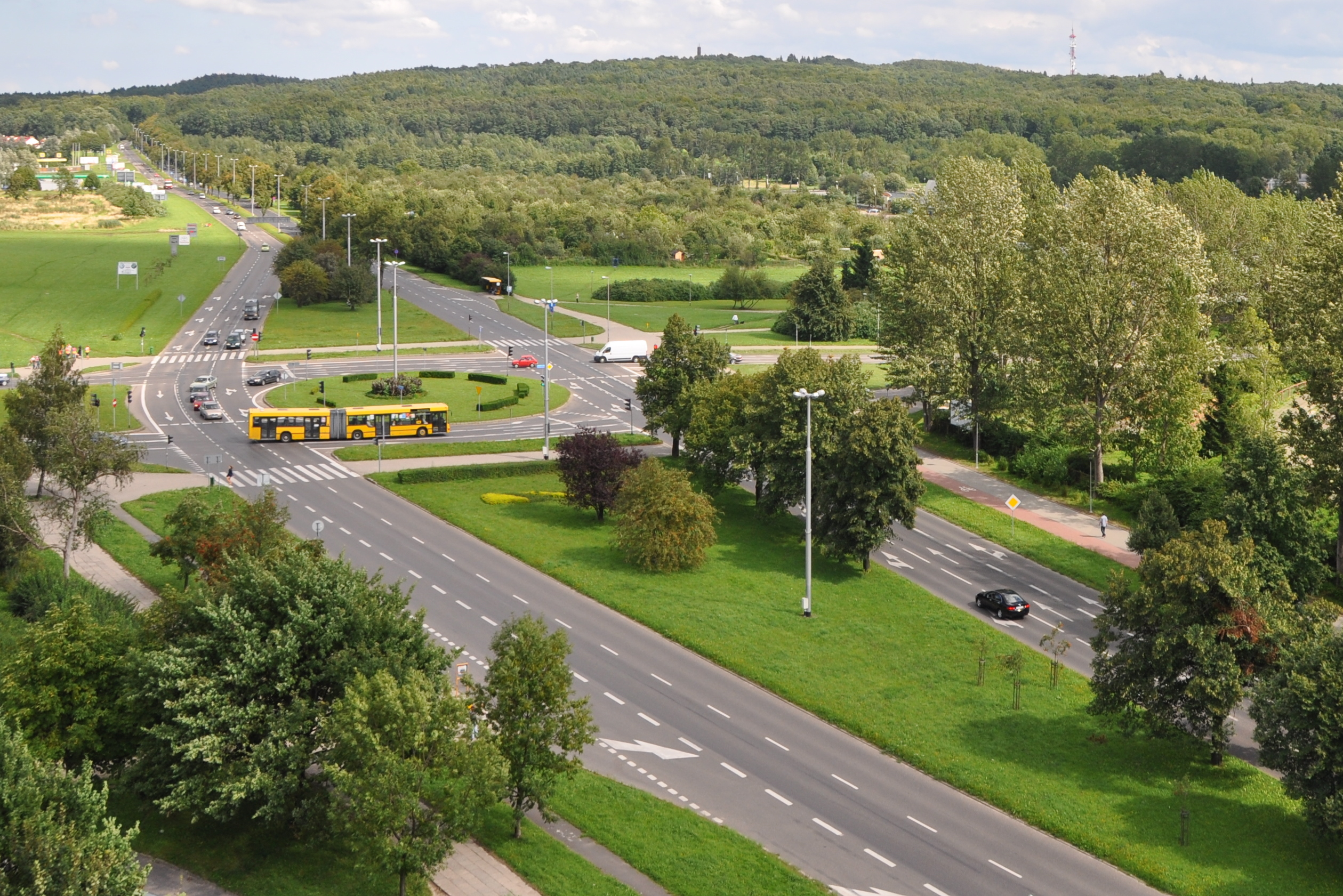
В'їзд до Кошаліна (2010)

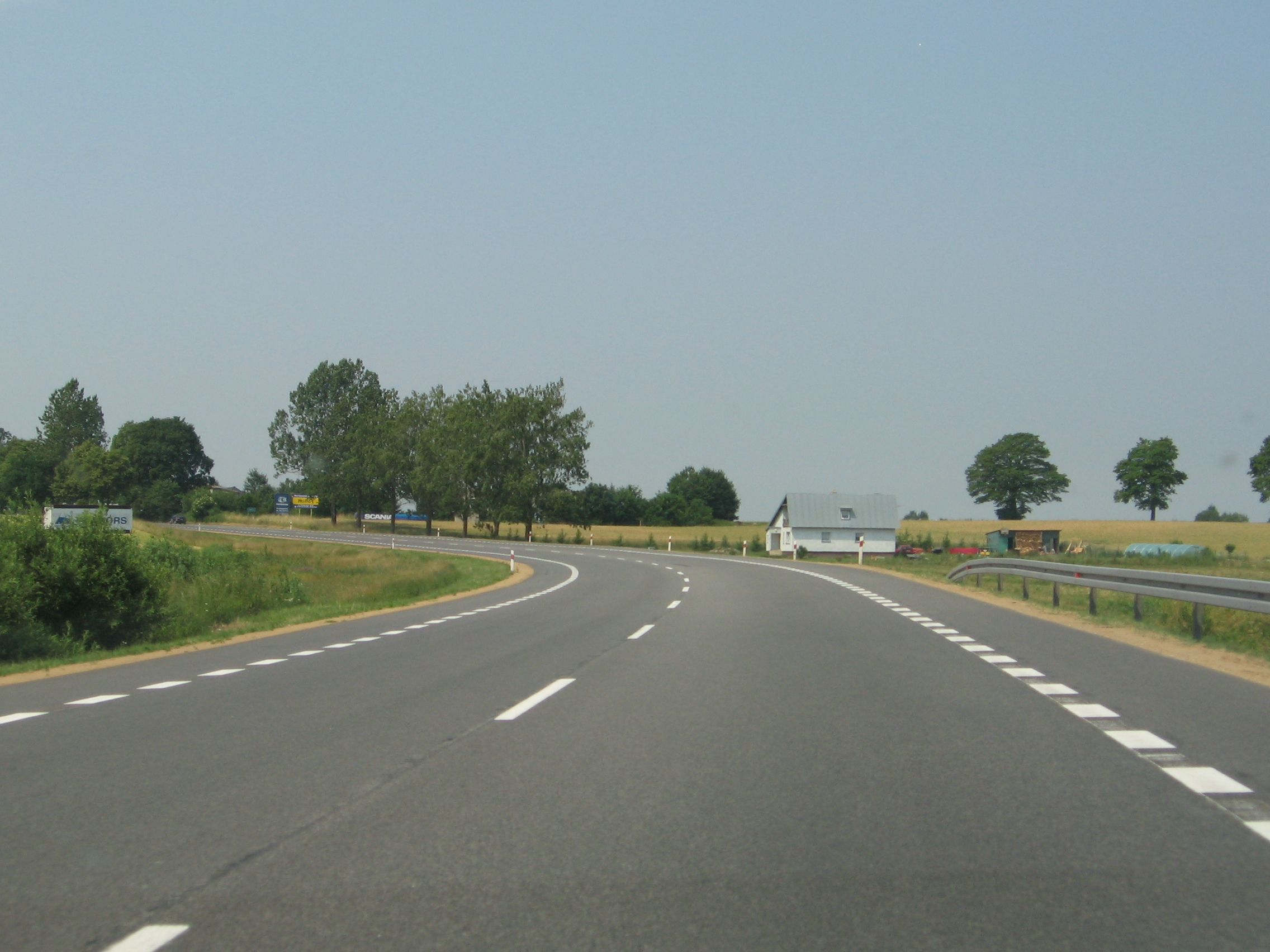
Дорога 6 поблизу Слупська

На ділянці державного кордону — Колбасково — Кієво — Щецин Домбе — Ржесніца дорога має статус автомагістралі А6.

## Швидкісна дорога S6
На ділянках: північна кільцева дорога Новоґарда, південна кільцева дорога Слупська та західна кільцева дорога Триміста, Ржесніца — Голенюв та Голенюв — Кошалін, дорога має статус швидкісної дороги. Триміська кільцева дорога, південна Слупська кільцева дорога та ділянка Голенюв — Кошалін позначені як S6, тоді як ділянка Ржешніца — Голенюв також є ділянкою, спільною з дорогою 3 і позначеною як S3.

## Міста, розташовані на національній дорозі 6

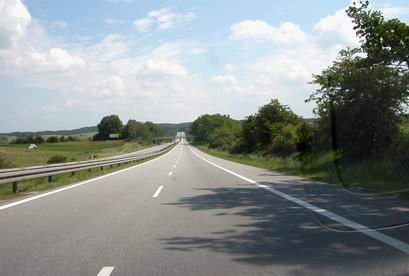
Вид на А6 на схід, приблизно 10+800 км.
Поруч (км 11+156) побудовано розв'язку Ключ з дорогою S3.

- Колбасково (DK13) — кордон з Німеччиною — об'їзд A6
- Щецин (швидкісна дорога S3, DK10, DK31) — об'їзд A6
- Голенюв — кільцева дорога S3
- Новогард — кільцева дорога S6
- Плоти — кільцева дорога S6
- Колобжег (національна дорога № 11) — кільцева дорога S6
- Кошалін (національна дорога № 11)
- Сянув — кільцева дорога в стадії будівництва
- Знаменитий
- Слупськ (національна дорога № 21) — кільцева дорога S6
- Лемборк
- Гдиня (національна дорога № 20) — кільцева дорога S6
- Гданськ (швидкісна дорога S7, національна дорога № 91) — об'їзд S6
- Русоцин (автомагістраль А1) — об'їзд S6